# Gruiu (gmina Căteasca)
Gruiu – wieś w Rumunii, w okręgu Ardżesz, w gminie Căteasca. W 2011 roku liczyła 711 mieszkańców.